# Белзька земля

Белз, у складі Київської Русі

Бе́лзька земля́ — одна з історичних земель Київської Русі, Белзького князівства, Галицько-Волинського Князівства, з центром у місті Белз. На південному заході стикувалась з Перемишльською землею.

## Історія
Белзька земля в 10— 13 століттях, була складовою частиною Київської Русі. Склалася наприкінці 10 — початку 11 століть навколо міста Белз. Великий князь Київський Ярослав Мудрий, в 1030 році відбив Белзьку землю у поляків, та приєднав її до складу Київської Русі. Територію Белзької землі важко окреслити. З літопису відомо, що найпівнічнішим її містом був Всеволож, найпівденнішим — Буськ.
У другій половині 12–13 століть, Белзька земля була Удільним князівством. Белзька Земля сформувалася за часів Мстислава Ізяславича. Наприкінці 1160 року, Белзька Земля земля відокремилася із Володимирського князівства, та дісталась третьому його синові Всеволоду Мстиславичу. По смерті Всеволода (1195), Белзьку землю розділено між його синами, на власне Белзьке князівство, де княжити став старший син Олександр Всеволодович, а на Червенське князівство, сів молодший — Всеволод. Після смерті останнього (близько 1214 року), Червенське князівство було приєднано Олександром Всеволодовичем до Белзького.
Протягом першої третини 13 століття, Олександр Всеволодич прагнув заволодіти Белзькою землею, але зазнав поразки у боротьбі з Данилом Галицьким (1234), після чого Белзьке князівство приєднано до Галицько-Волинського князівства. По смерті Данила Галицького (1264 р.), Галицько-Волинське князівство розпалось, а Белзьке князівство відновилося. З Галицько-Волинського літопису відомо, що в 1288 році Белзькою землею володів син Данила Галицького — Лев Данилович.
З 1388 року Белзька земля належала мазовецьким князям. За їхнього правління велики земельні наділи здебільшого отримувала мазовецька шляхта, внаслідок чого частка руської шляхти до середини XV століття зменшилася до 15 %. 1462 року Белзьку землю було включено до Корони Польської, й створено "Белзьке воєводство".